# Emilio Alonso
Pour les articles homonymes, voir Alonso.
Emilio Alonso, né le 21 mars 1913, à La Havane, à Cuba et mort le 6 mars 1998, à Madrid, en Espagne, est un ancien joueur cubain naturalisé espagnol de basket-ball.

## Palmarès
- Finaliste du championnat d'Europe 1935